# Лендзін
Лендзін (пол. Lędzin, нім. Lensin) — село в Польщі, у гміні Карниці Ґрифицького повіту Західнопоморського воєводства.
Населення — 140 осіб (2011).
У 1975-1998 роках село належало до Щецинського воєводства.

## Демографія
Демографічна структура станом на 31 березня 2011 року:
|          | Загалом | Допрацездатний вік | Працездатний вік | Постпрацездатний вік |
| -------- | ------- | ------------------ | ---------------- | -------------------- |
| Чоловіки | 72      | 9                  | 57               | 6                    |
| Жінки    | 68      | 12                 | 41               | 15                   |
| Разом    | 140     | 21                 | 98               | 21                   |